# 施帕岑豪森
施帕岑豪森是德国巴伐利亚州的一个市镇。总面积7.73平方公里，总人口752人，其中男性366人，女性386人（2011年12月31日），人口密度97人/平方公里。